# Teyateyaneng
Teyateyaneng, kurz TY, ist die Hauptstadt des Distrikts Berea in Lesotho im südlichen Afrika. Es handelt sich um die zweitgrößte Stadt des Landes (Stand: 2011).

## Geographie
Teyateyaneng liegt etwa 40 Kilometer nördlich der Landeshauptstadt Maseru an der Main North One, der parallel zur südafrikanischen Grenze nach Norden führenden Magistrale. Die Stadt liegt auf einem Hochplateau in etwa 1600 Meter Höhe. Der Name stammt von dem südlich an Teyateyaneng vorbeiführenden Fluss Teja-Tejane, deutsch: „Treibsand“.
Die Bevölkerung der Stadt stieg bis 2001 auf 22.200 an. Im weiteren Umkreis lebten damals insgesamt über 50.000 Menschen. Bei der Volkszählung 2006 wurden 61.475 Einwohner ermittelt. Im Jahr 2011 wurden 61.578 Bewohner Teyateyanengs bei der Volkszählung erfasst.

## Geschichte
Teyateyaneng wurde 1886 als Hauptstadt des Berea-Distrikts gegründet. Gründer war Chief Masopha, ein für seine Eigenmächtigkeit bekannter Sohn Moshoeshoes I. Dafür erhielt er von der britischen Verwaltung das Recht auf ein eigenes Hauptquartier und eigene Polizei.
1975 betrug die Einwohnerzahl etwa 7000. Seither ist sie stark gewachsen. 1986 wurde das Gründungsjubiläum mit Sportturnieren, T-Shirts und einer Miss-Wahl gefeiert.

## Wirtschaft und Infrastruktur
Teyateyaneng verfügt über diverse Einzelhandelsunternehmen und Webereien, in denen Wandteppiche hergestellt werden. Industriebetriebe gibt es nicht in der Stadt. Neben den üblichen Behörden verfügt Teyateyaneng über ein Krankenhaus und – im weiteren Umkreis – drei High Schools.
Von Teyateyaneng fahren Busse und Sammeltaxis Richtung Maseru sowie Richtung Norden. Weitere Linien verkehren Richtung Mapoteng und Ha Mateka, beide in östlicher Richtung am Fuße der Maloti-Berge gelegen. Wie in Lesotho üblich, gibt es auch hier keinen Fahrplan.

## Sehenswürdigkeiten
In der Umgebung der Stadt gibt es mehrere Felshöhlen und -abhänge mit Höhlenmalereien der San. Die Bilder stellen Jäger und Beutetiere dar.

## Sport

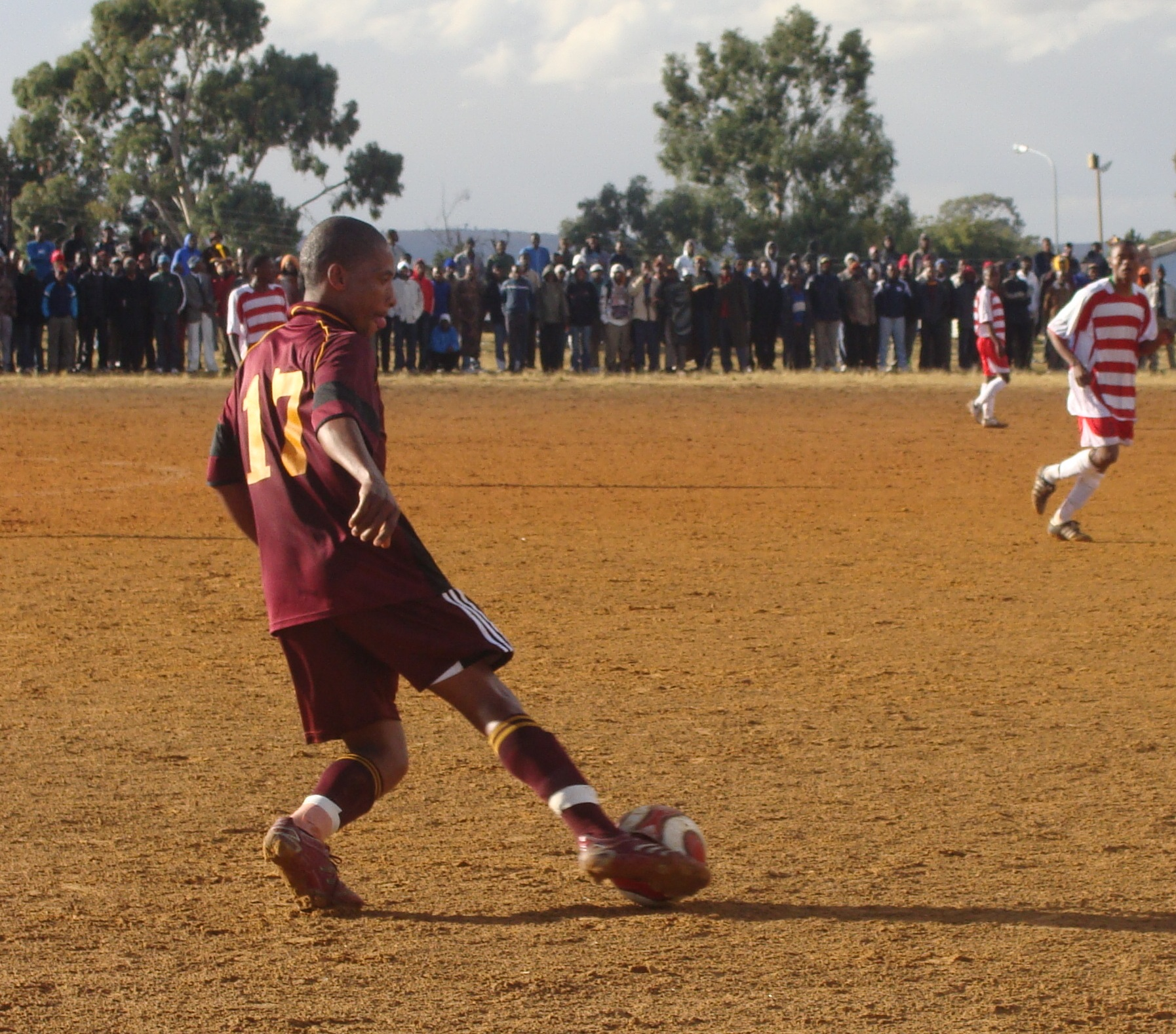
Erstligaspiel mit Lioli-Spieler im Vordergrund

Der Lioli FC ist ein Fußballverein aus Teyateyaneng, der seit vielen Jahren in der ersten lesothischen Liga mitspielt. Bereits fünf Mal konnte die Meisterschaft errungen werden, zuletzt 2016. Lioli heißt auf Deutsch ‚die Bartgeier‘.